# Strada nazionale 79 Sannitica
La strada nazionale 79 Sannitica era una strada nazionale del Regno d'Italia, che congiungeva Marcianise a Termoli.
Venne istituita nel 1923 con il percorso "Dalla nazionale n. 68 presso Marcianise per Marcianise - Caserta - Caiazzo Guardia - Bivio presso Ponte Landolfo - Vinchiaturo - Campobasso - Larino - Incontro con l'Adriatica Inferiore n. 69 presso Termoli".
Nel 1928, in seguito all'istituzione dell'Azienda Autonoma Statale della Strada (AASS) e alla contemporanea ridefinizione della rete stradale nazionale, il suo tracciato costituì una notevole porzione della strada statale 87 Sannitica.